# 庫爾泰亞鄉

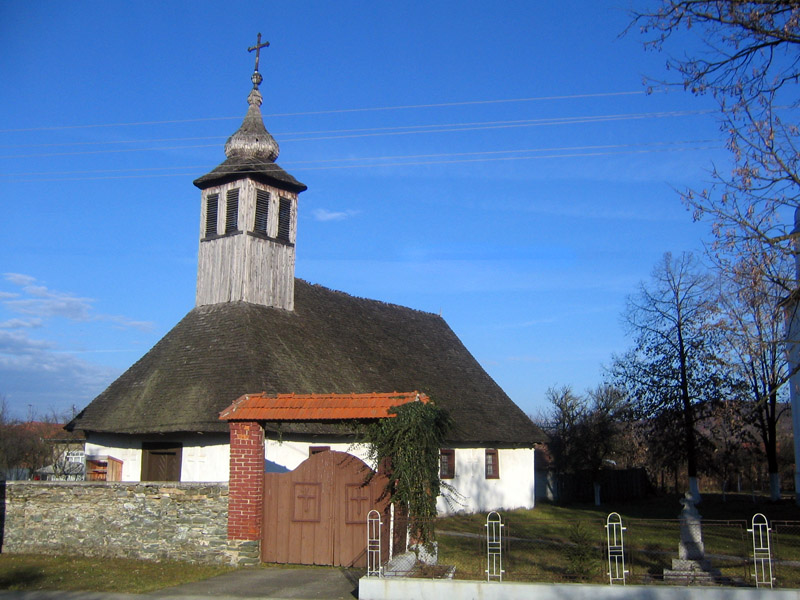

45°49′00″N 22°18′00″E / 45.8167°N 22.3°E
庫爾泰亞鄉（羅馬尼亞語：Comuna Curtea, Timiș），是羅馬尼亞的鄉份，位於該國西部，由蒂米什縣負責管轄，面積44平方公里，海拔高度197米，2002年人口1,247，人口密度每平方公里28人。